# HTC Highroad Women/2008–2010
Dieser Artikel listet die Erfolge und Fahrerinnen des Radsportteams HTC Highroad Women in den Saisons 2008–2010 auf.

## Teamnamen
- 2008 (bis Juli): Team High Road Women
- 2009: Team Columbia Women
- 2009: Team Columbia-HTC Women
- 2010: Team HTC-Columbia Women

## Fahrerinnen

### 2008
| Name                | Geburtstag         | Nationalität       |
| ------------------- | ------------------ | ------------------ |
| Mara Abbott         | 14. November 1985  | Vereinigte Staaten |
| Kim Anderson        | 28. Januar 1968    | Vereinigte Staaten |
| Judith Arndt        | 23. Juli 1976      | Deutschland        |
| Kate Bates          | 18. Mai 1982       | Australien         |
| Chantal Beltmann    | 25. August 1976    | Niederlande        |
| Emilia Fahlin       | 24. Oktober 1988   | Schweden           |
| Luise Keller        | 8. März 1984       | Deutschland        |
| Alex Rhodes         | 1. Dezember 1984   | Australien         |
| Madeleine Sandig    | 12. August 1983    | Deutschland        |
| Ina-Yoko Teutenberg | 28. Oktober 1974   | Deutschland        |
| Linda Villumsen     | 9. April 1985      | Dänemark           |
| Anke Wichmann       | 28. August 1975    | Deutschland        |
| Oenone Wood         | 24. September 1980 | Australien         |

### 2010
| Name                | Geburtstag       | Nationalität       |
| ------------------- | ---------------- | ------------------ |
| Kim Anderson        | 28. Januar 1968  | Vereinigte Staaten |
| Judith Arndt        | 23. Juli 1976    | Deutschland        |
| Noemi Cantele       | 17. Juli 1981    | Italien            |
| Emilia Fahlin       | 24. Oktober 1988 | Schweden           |
| Chloe Hosking       | 1. Oktober 1990  | Australien         |
| Luise Keller        | 8. März 1984     | Deutschland        |
| Evelyn Stevens      | 9. Mai 1983      | Vereinigte Staaten |
| Ina-Yoko Teutenberg | 28. Oktober 1974 | Deutschland        |
| Ellen van Dijk      | 11. Februar 1987 | Niederlande        |
| Linda Villumsen     | 9. April 1985    | Neuseeland         |
| Adrie Visser        | 19. Oktober 1983 | Niederlande        |

## Erfolge

### 2008
- Tour of New Zealand: Gesamtsieg durch Judith Arndt sowie fünf Etappensiege (Arndt/1, Oenone Wood/2 und Ina-Yoko Teutenberg/2)
- Gracia-Orlová-Rundfahrt: Gesamtsieg und zwei Etappensiege durch Judith Arndt
- Geelong-Tour: zwei Etappensiege durch Ina-Yoko Teutenberg

### 2009
| Datum             | Rennen                                                      | Fahrerin            |
| ----------------- | ----------------------------------------------------------- | ------------------- |
| 22. März          | Trofeo Costa Etrusca                                        | Linda Villumsen     |
| 5. April          | Flandern-Rundfahrt                                          | Ina-Yoko Teutenberg |
| 10. April         | Drentse 8 van Dwingeloo                                     | Ina-Yoko Teutenberg |
| 18. April         | Ronde van Gelderland                                        | Ina-Yoko Teutenberg |
| 2. Mai            | Gracia Orlová                                               | Ina-Yoko Teutenberg |
| 15. Mai           | Prolog Tour de l’Aude Cycliste Féminin                      | Linda Villumsen     |
| 16. Mai           | 1. Etappe Tour de l’Aude Cycliste Féminin                   | Ina-Yoko Teutenberg |
| 18. Mai           | 3. Etappe Tour de l’Aude Cycliste Féminin                   | Ina-Yoko Teutenberg |
| 24. Mai           | 9. Etappe Tour de l’Aude Cycliste Féminin                   | Ina-Yoko Teutenberg |
| 7. Juni           | Liberty Classic                                             | Ina-Yoko Teutenberg |
| 11. Juni          | 1. Etappe Iurreta-Emakumeen Bira                            | Judith Arndt        |
| 13. Juni          | 3a. Etappe Iurreta-Emakumeen Bira                           | Judith Arndt        |
| 11. bis 14. Juni  | Gesamtwertung Iurreta-Emakumeen Bira                        | Judith Arndt        |
| 18. Juni          | 1. Etappe Rabo Ster Zeeuwsche Eilanden                      | Linda Villumsen     |
| 18. Juni          | Gesamtwertung Rabo Ster Zeeuwsche Eilanden                  | Ina-Yoko Teutenberg |
| 1. Juli           | U23-Europameisterschaft – Einzelzeitfahren                  | Ellen van Dijk      |
| 6. Juli           | 3. Etappe Giro d’Italia Internazionale Femminile            | Mara Abbott         |
| 7. Juli           | 4. Etappe Giro d’Italia Internazionale Femminile            | Ina-Yoko Teutenberg |
| 9. Juli           | 6. Etappe Giro d’Italia Internazionale Femminile            | Judith Arndt        |
| 23. Juli          | 3. Etappe Internationale Thüringen Rundfahrt der Frauen     | Linda Villumsen     |
| 26. Juli          | 6. Etappe Internationale Thüringen Rundfahrt der Frauen     | Linda Villumsen     |
| 21. bis 26. Juli  | Gesamtwertung Internationale Thüringen Rundfahrt der Frauen | Linda Villumsen     |
| 10. August        | 1. Etappe La Route de France                                | Ina-Yoko Teutenberg |
| 12. August        | 3. Etappe La Route de France                                | Ina-Yoko Teutenberg |
| 9. bis 14. August | Gesamtwertung La Route de France                            | Kimberly Anderson   |

### 2010
| Datum            | Rennen                                                  | Fahrerin            |
| ---------------- | ------------------------------------------------------- | ------------------- |
| 5. März          | Merco Cycling Classic – Mannschaftszeitfahren           | HTC Columbia        |
| 6. März          | Merco Cycling Classic – Downtown GP                     | Ina-Yoko Teutenberg |
| 7. März          | Merco Cycling Classic – Foothills Road Race             | Ina-Yoko Teutenberg |
| 26. März         | 1. Etappe Redlands Bicycle Classic                      | Ina-Yoko Teutenberg |
| 28. März         | 3. Etappe Redlands Bicycle Classic                      | Evelyn Stevens      |
| 26. bis 28. März | Gesamtwertung Redlands Bicycle Classic                  | Ina-Yoko Teutenberg |
| 8. April         | Drentse 8                                               | Ina-Yoko Teutenberg |
| 5. Mai           | 1. Etappe Tour of Chongming Island                      | Ina-Yoko Teutenberg |
| 7. Mai           | 3. Etappe Tour of Chongming Island                      | Ina-Yoko Teutenberg |
| 5. bis 7. Mai    | Gesamtwertung Tour of Chongming Island                  | Ina-Yoko Teutenberg |
| 16. Mai          | 3. Etappe Tour de l’Aude Cycliste Féminin               | Ina-Yoko Teutenberg |
| 19. Mai          | 6. Etappe Tour de l’Aude Cycliste Féminin               | Ina-Yoko Teutenberg |
| 22. Mai          | 9. Etappe Tour de l’Aude Cycliste Féminin               | Ina-Yoko Teutenberg |
| 6. Juni          | Liberty Classic                                         | Ina-Yoko Teutenberg |
| 11. Juni         | 2. Etappe Emakumeen Bira                                | Judith Arndt        |
| 19. Juni         | 2. Etappe Giro del Trentino Alto Adige                  | Ina-Yoko Teutenberg |
| 16. – 20. Juni   | Nature Valley Bicyclefestival – St. Paul Criterium      | Chloe Hosking       |
| 16. – 20. Juni   | Nature Valley Bicyclefestival – Uptown Minneapolis Crit | Chloe Hosking       |
| 16. – 20. Juni   | Nature Valley Bicyclefestival – Stillwater Criterium    | Evelyn Stevens      |
|                  | Schwedische Meisterschaften (EZF)                       | Emilia Fahlin       |
|                  | Deutsche Meisterschaften (EZF)                          | Judith Arndt        |
|                  | US-Meisterschaften (EZF)                                | Evelyn Stevens      |
| 2. Juli          | 1. Etappe Giro d’Italia Femminile                       | Ina-Yoko Teutenberg |
| 3. Juli          | 2. Etappe Giro d’Italia Femminile                       | Ina-Yoko Teutenberg |
| 4. Juli          | 3. Etappe Giro d’Italia Femminile                       | Ina-Yoko Teutenberg |
| 5. Juli          | 4. Etappe Giro d’Italia Femminile                       | Ina-Yoko Teutenberg |
| 8. Juli          | 7. Etappe Giro d’Italia Femminile                       | Evelyn Stevens      |
| 22. Juli         | 3. Etappe Internationale Thüringen-Rundfahrt der Frauen | Adrie Visser        |
| 8. August        | Sparkassen Giro Bochum                                  | Ellen van Dijk      |
| 9. August        | 1. Etappe La Route de France                            | Ina-Yoko Teutenberg |
| 12. August       | 4. Etappe La Route de France                            | Judith Arndt        |
| 31. August       | 1. Etappe Holland Ladies Tour                           | Ina-Yoko Teutenberg |
| 5. September     | 6. Etappe Holland Ladies Tour                           | Ellen van Dijk      |